# Juicio ICE-Alcatel
El juicio ICE-Alcatel fue un proceso judicial en Costa Rica entre el 19 de abril del 2010 y el 19 de agosto de 2016 para juzgar el supuesto mal manejo de 800 mil dólares de la firma de comunicaciones francesa Alcatel al entonces presidente de Costa Rica, Miguel Ángel Rodríguez Echeverría (1998-2002), 900 mil dólares al expresidente José María Figueres Olsen,tras un contrato con el estatal Instituto Costarricense de Electricidad (ICE). Tras una serie de sentencias y vergonzosas apelaciones en diferentes instancias, Rodríguez Y Figueres fueron absueltos cuando la Sala Penal (o Sala Tercera) declaró en agosto de 2016 inadmisible un recurso de la Fiscalía General de la República contra una sentencia absolutoria de diciembre de 2015. 
Al inicio del proceso, el expresidente Rodríguez tenía menos de un mes en su cargo de secretario general de la Organización de Estados Americanos en 2004 cuando fue arrestado como sospechoso de corrupción. En abril de 2011, fue condenado a cumplir 5 años de cárcel por corrupción agravada, pero en 2012 el Tribunal de Apelación de Sentencia anuló la condena. Posteriormente, la Sala Tercera ordenó la revisión del caso en 2014, tras la que el Tribunal de Apelación emitió una nueva sentencia absolutoria en diciembre de 2015. Finalmente, el Ministerio Público (o Fiscalía) presentó un recurso ante la Sala Tercera para impugnar esta última sentencia, a lo que dicha Sala indicó que el recurso no era admisible por ausencia de requisitos formales.
El expresidente Rodríguez aseguró, después de su absolución en 2016, que el proceso se trataba desde un inicio de una "persecución infame" de la Fiscalía y del expresidente Abel Pacheco de la Espriella (2002-2006). Por el contrario, el fiscal general de la República, Jorge Chavarría, aseveró en la misma fecha que con el resultado se estaba "dejando un puente de oro para todos los corruptos" y lo declaró un fracaso para Costa Rica, ya que la Sala Tercera rechazó el último recurso sin conocer sus argumentos.
El caso fue develado por los periodistas Giannina Segnini, Ernesto Rivera y  Mauricio Herrera en el diario La Nación, trabajo por lo que recibieron el premio Premio Ortega y Gasset en 2005. Junto al caso Caja-Fischel, que involucró al expresidente Rafael Ángel Calderón Fournier (1990-1994), es considerado uno de los factores que debilitó al Partido Unidad Social Cristiana y al bipartidismo en Costa Rica.

## Historia del caso
De acuerdo con afirmaciones de la prensa costarricense, Rodríguez habría recibido presuntamente más de US $ 800 mil en pagos de Alcatel, una firma francesa fabricante de equipos de telecomunicación, a cambio de su  ayuda para obtener un contrato para la misma en 2001, cuando Rodríguez era presidente. El Ministerio Público presentó una acusación formal contra Rodríguez Echeverría, quien habría recibido según el Ministerio, pagos provenientes de Christian Sapsizian, un ciudadano francés y anteriormente ejecutivo de Alcatel. Sapsizian, detenido en EE. UU., negoció con las autoridades judiciales de ese país. Como resultado, el antiguo ejecutivo de Alcatel fue condenado a 30 meses de prisión, tres años de liberación condicional y a una multa de US $261,500. Como parte del arreglo, Sapsizian admitió su participación en el esquema de corrupción que condujo al presunto pago de soborno a Rodríguez y otros funcionarios del Instituto Costarricense de Electricidad. Además de Rodríguez, Edgar Valverde, expresidente de Alcatel Costa Rica ha sido juzgado por los mismos hechos, junto con siete otras personas. El juicio finalizó en abril del 2011 y Rodríguez Echeverría fue condenado a cinco años de prisión el 27 de abril de 2011 por su participación en los hechos delictivos. El fallo inhabilitó a Rodríguez Echeverría a ejercer cargos públicos durante 12 años. Los otros encausados recibieron penas de 2 a 15 años de prisión.
En 2010 Alcatel-Lucent acordó pagar a los EE. UU. US $ 137.4 millones para evitar un juicio en los EE. UU. a causa de los sobornos pagados en varios países, incluyendo Kenia, Taiwán y Costa Rica. En un arreglo separado con el gobierno de Costa Rica, Alcatel también acordó pagar una multa de $ US 10 millones. El acuerdo con la Procuraduría General de la República, representante legal del estado costarricense, está destinado a compensar el daño social causado por el esquema de corrupción denunciado. Originalmente, la Procuraduría solicitaba a Alcatel US $ 60 millones. Según se informa, la Procuraduría pretende una compensación igualmente de otras personas acusadas.

## Juicio
Las investigaciones iniciaron el 19 de abril del 2010 cuando el Ministerio Público de Costa Rica presentó una acusación formal contra los nueve imputados por aceptar dinero de los 800 mil dólares en pagos de Alcatel a Costa Rica para la compra de las primeras 400 mil líneas celulares tecnología GSM en el país.
El 10 de enero del 2011 finalizaron las comparencias de los testigos, imputados, presentación de pruebas etc. Los jueces informaron que tendrían el fallo para el 27 de abril, día en que se dictó sentencia.

## Sentencia
- Artículos en Wikinoticias: Condenan expresidente de Costa Rica por casos de corrupción

El 27 de abril de 2011 se dictó sentencia a los nueve imputados en el caso. Todos fueron declarados culpables por delitos de concusión, corrupción agravada y penalidad del corruptor derivadas de cohecho impropio, enriquecimiento ilícito, fraude de simulación, y favorecimiento real.
La lectura integral de fallo se daría a conocer el 25 de mayo, cuando quede en firme. 

### Sentencias
- Miguel Ángel Rodríguez: 5 años de prisión por instigador y corrupción agravada. Se le inhabilita por 12 años para ejercer cargos públicos. Se le absuelve de 4 delitos de enriquecimiento ilícito.
- Eliseo Vargas: 2 años de prisión por enriquecimiento ilícito. Queda inhabilitado por 12 años para ejercer cargos públicos.
- Guido Sibaja: 15 años de prisión por corrupción agravada y fraude de simulación. 12 años de inhabilitación para ejercer cargos públicos. Debe cumplir con 18 meses de prisión preventiva.
- Edgar Valverde: 20 años de prisión por penalidad de corruptor. Debe cumplir con 12 meses de prisión preventiva.
- Joaquín Fernández: 5 años de prisión preventiva por corrupción agravada. Queda inhabilitado por 12 años para ejercer cargos públicos.
- Luis Adrián Quirós: 15 años de prisión por penalidad del corruptor. Debe descontar 18 meses de prisión preventiva. (Absuelto por la Sala de Casación Penal de la Corte Suprema de Justicia)
- Eduardo Fonseca: 2 años de prisión por enriquecimiento ilícito. Ejecución condicional de la pena por 5 años.
- Alfonso Guardia: 10 años de prisión por penalidad del corruptor.
- Rodrigo Méndez Soto: es absuelto.

## Tribunal de Apelación anula sentencias
El pasado 22 de diciembre de 2012, el Tribunal de Apelaciones del II Circuito Judicial de San José, anuló las sentencias emitidas para este caso y absolvió a todos los imputados incluyendo al expresidente Miguel Ángel Rodríguez. El fallo fue fundamentado en la falta de credibilidad de las pruebas presentadas por la fiscalía encargada del caso, la cual llevó más de dos años en investigación. La anulación fue emitida gracias a un recurso de apelación presentado por los abogados defensores de los imputados, quienes el día de hoy ya se encuentran en libertad, después de haber estado más de un año en prisión. El expresidente Rodríguez no descarta interponer acciones legales en contra de la fiscalía por los daños morales y la difamación.